# Rest (raper)
Rest, właściwie Damian Oskar Osytek (ur. 27 maja 1985 w Warszawie) – polski raper. Członek zespołów Benzyna, Szybki Szmal, Dixon37, Załoga i Zjednoczony Ursynów, prowadzi także solową działalność artystyczną.

## Wybrana dyskografia
Albumy solowe
| Rok  | Album                                                                     | Pozycja na liście | Sprzedaż       | Certyfikat          |
| Rok  | Album                                                                     | POL               | Sprzedaż       | Certyfikat          |
| ---- | ------------------------------------------------------------------------- | ----------------- | -------------- | ------------------- |
| 2015 | Wiara, nadzieja, miłość - Data: 13 listopada 2015 - Wydawca: Step Records | 10                | - POL: 15 000+ | - ZPAV: złota płyta |
| 2018 | WNM2 - Data: 6 czerwca 2018 - Wydawca: District Area                      | 3                 |                |                     |
| 2021 | WNM3 - Data: 23 kawietnia 2021 - Wydawca: ShotGun Records                 | 6                 |                |                     |

Współpraca
| Rok  | Album                                                                     | Pozycja na liście | Sprzedaż       | Certyfikat          |
| Rok  | Album                                                                     | POL               | Sprzedaż       | Certyfikat          |
| ---- | ------------------------------------------------------------------------- | ----------------- | -------------- | ------------------- |
| 2017 | Ja to hip hop (oraz Dudek P56) - Data: 26 maja 2017 - Wydawca: P56. Label | 6                 |                |                     |
| 2019 | BSNT (oraz Kafar) - Data: 31 maja 2019 - Wydawca: Step Records            | 1                 | - POL: 15 000+ | - ZPAV: złota płyta |

Single
| Rok  | Tytuł | Certyfikat         | Album                   |
| ---- | --- | ------------------ | ----------------------- |
| 2015 | „Nie powiem ci jak żyć” (gościnnie: Polska Wersja, Saful) | - POL: złota płyta | Wiara, nadzieja, miłość |
| 2015 | „Sam wiesz” (gościnnie: Dudek P56) | - POL: złota płyta | Wiara, nadzieja, miłość |
| 2015 | „Najwyższa wartość” (gościnnie: Sowa, Kacper HTA, Kali, Jongmen, Michrus, Dawidzior) | - POL: złota płyta | Wiara, nadzieja, miłość |
| 2019 | „Słowa co pomogą ci iść dalej” oraz Kafar (gościnnie: Małach, Rufuz) | - POL: złota płyta | BSNT                    |
| 2019 | „Style” oraz Kafar (gościnnie: Frosti Rege, Dedis, Kacper HTA, Kaczor BRS, Michrus, Z.B.U.K.U, Ero, Wigor, Łyskacz, Peper, BRZ, Nizioł, KPSN, Śliwa, Siuwax, Ostry BZM, Hukos, Jongmen) | - POL: złota płyta | BSNT                    |

## Teledyski
| Rok       | Tytuł | Reżyseria       | Album                   | Źródło |
| --------- | --- | --------------- | ----------------------- | ------ |
| 2015      | „REST” | M.L. Filmz      | Wiara, nadzieja, miłość | [ 18 ] |
| 2015      | „Sam wiesz” (gościnnie: Dudek P56)                                                                         | M.L. Filmz      | Wiara, nadzieja, miłość | [ 19 ] |
| 2015      | „Wiara” (gościnnie: Bezczel, Ero)                                                                          | M.L. Filmz      | Wiara, nadzieja, miłość | [ 20 ] |
| 2015      | „Daj Boże”                                                                                                 | M.L. Filmz      | Wiara, nadzieja, miłość | [ 21 ] |
| 2015      | „Nie powiem Ci jak żyć” (gościnnie: Polska Wersja, Saful)                                                  | M.L. Filmz      | Wiara, nadzieja, miłość | [ 22 ] |
| 2015      | „Póki co”                                                                                                  | –               | Wiara, nadzieja, miłość | [ 23 ] |
| 2015      | „Najwyższa wartość” (gościnnie: Sowa, Kacper, Kali, Jongmen, Michrus, Dawidzior)                           | 9Liter Filmy    | Wiara, nadzieja, miłość | [ 24 ] |
| 2015      | „Nie pozwól” (gościnnie: Nizioł, Żaba, Kafar)                                                              | Oesvidyo        | Wiara, nadzieja, miłość | [ 25 ] |
| Gościnnie | |                 |                         |        |
| 2014      | „Zanim” – Łysonżi Dżonson (gościnnie: Rest, Este, Mielzky, DJ Gondek)                                      | Damian Michalak | Browka szpinak          | [ 26 ] |
| Inne      | |                 |                         |        |
| 2014      | „Tu na Ursynowie 2” – Nastyk, Wigor, Kritaczi, Stasiak, Wiciu, Vienio, Temzki, Siuwax, Ward, Łysonżi, Rest | Poka Film       | –                       | [ 27 ] |